# 1920年法國鐵路罷工
1920年法國鐵路罷工是在西元1920年發生於法国的一系列罷工。第一波罷工發生於1920年2月23日至3月4日，包括一個在巴黎有26,000名鐵路工人參與的行動。第二波罷工發生於當年的5月4日至同月29日，這場罷工在93,000名參與罷工者被拘捕或被威脅徵召入伍的情況下全數復工，最終以失敗告終。